# Baozhong
Baozhong (cinese tradizionale: 褒忠鄉; Wade-Giles: Pao-Chung Hsiang) è una cittadina rurale di Taiwan, situata nella Contea di Yunlin.

## Geografia fisica

### Villaggi
Baozhong comprende anche, nei suoi confini, un totale di nove villaggi minori:
- Zhongmin (中民村)
- Zhongsheng (中勝村)
- Tianyang (田洋村)
- Youcai (有才村)
- Pujiang (埔姜村)
- Maming (馬鳴村)
- Xinhu (新湖村)
- Chaocuo (潮厝村)
- Longyan (龍岩村)

## Società

### Evoluzione demografica
Secondo il censimento effettuato ad ottobre del 2007 all'Ufficio di Registrazione delle Unità Famigliari di Baozhong (褒忠鄉戶政事務所), la cittadina aveva all'epoca un totale di 14.821 abitanti, dei quali 53.59% di sesso maschile e 46.41% di sesso femminile. La popolazione della cittadina ha continuato a diminuire progressivamente ogni anno, a partire dal 1998.

## Attrazioni turistiche
- "Parco in Memoria di Chiang Kai-shek", sul monte Ma Ming